# 小夜曲 (电视剧)
《小夜曲》是由林合隆执导的2018年中国当代都市校园情感剧，由丝芭影视出品，改编自《小别离》作者鲁引弓第二部作品《音乐会几种开法》，由陈学冬、黄婷婷领衔主演。

## 故事簡介
冯安宁和林安静是同父异母的两兄弟，拥有遗传自父亲林重道的音乐天赋，并爱上了同一个女孩蔚蓝。冯安宁在母亲冯怡安排下学习西洋乐器长笛，而林安静自幼跟随父亲学习中国古典乐器尺八。在一次出国演奏的曲目安排中，作为学生领队的冯安宁取消了林安静的民乐独奏曲目，两人之间的关系一度破裂。林安静向蔚蓝表白爱意，却被蔚蓝拒绝，原来蔚蓝爱上了冯安宁。林安静的母亲向葵为了给安静争取出国深造的机会，屡次借林重道的名义疏通关系，让安静难堪。种种的挫折令林安静意志消沉，一度自暴自弃。蔚蓝和冯安宁找到林安静，帮助他恢复了信心。冯安宁与林安静发挥各自乐器的特色，共同演奏了中西合璧的《小夜曲》，在追逐音乐梦想的道路上领会了人生的真谛。

## 演员表

### 主要演员
| 演員            | 角色   | 介紹 | 備註 |
| 陈学冬          | 冯安宁 |      |      |
| 黄婷婷（SNH48） | 蔚蓝   |      |      |
| 林思意（SNH48） | 许晴儿 |      |      |
| 周兆渊          | 林安静 |      |      |

### 其他演员
| 演員            | 角色   | 介紹 | 備註 |
| 謝蕾蕾（GNZ48） | 谢依依 |      |      |
| 吳哲晗（SNH48） | 苏爱佳 |      |      |
| 張語格（SNH48） | 徐秋芸 |      |      |
| 姜杉（SNH48）   | 画一涵 |      |      |
| 徐子轩（SNH48） | 穆灿   |      |      |
| 孙珍妮（SNH48） | 雪儿   |      |      |
| 杨奇煜          | 韩呼东 |      |      |
| 王子甲          | 唯唯   |      |      |
| 王策            | 姜海潮 |      |      |
| 秦沛            | 伊方   |      |      |
| 王洛勇          | 林重道 |      |      |
| 王一楠          | 向葵   |      |      |
| 许榕真          | 吴双   |      |      |